# San Antonio del Tequendama
San Antonio del Tequendama – miasto w Kolumbii, w departamencie Cundinamarca.